# Heterospermia
Heterospermia – zjawisko wniknięcia do komórki jajowej dwóch (lub więcej) plemników pochodzących od samców z różnych ras hodowlanych lub nawet gatunków. W naturze zapłodnienia heterospermiczne nie występują, zawsze są wywoływane sztucznie (np. u trzody chlewnej).